# Friend William Richardson
Friend William Richardson (1er décembre 1865 - 6 septembre 1943) est un éditeur de presse et un homme politique américain. Membre du Parti progressiste puis du Parti républicain, il est le 25e Gouverneur de Californie de 1923 à 1927.

## Biographie
Friend Richardson est né le 1er décembre 1865 à Friends Colony, ville quaker du Michigan. Après avoir travaillé comme employé du comté et bibliothécaire juridique, il s'installe à San Bernardino où il se marie en 1891. Cinq ans plus tard, il devient l'éditeur du San Bernardino Times Index.
Richardson déménagea en 1900 à Berkeley où il fait l'acquisition de la Berkeley Daily Gazette, devenant ainsi un acteur important de la presse californienne.
Richardson fait son entrée en politique en 1914 sous les couleurs du Parti progressiste lorsqu'il se fait facilement élire Trésorier de l'état de Californie, poste qu'il occupe de 1915 à 1923.
En 1922, dans le cadre des primaires républicain, Richardson affronte le gouverneur sortant William Dennison Stephens. Faisant campagne sur une plateforme conservatrice, il capitalise sur la lassitude de l'électorat envers les vues progressistes de son adversaire et est finalement désigné comme candidat pour le poste de gouverneur. Assisté de Frank Merriam comme directeur de campagne, Richardson remporte facilement les élections.

### Gouverneur de Californie
Malgré son ancienne affiliation au Parti progressiste, Richardson prend le contre-pied de son prédécesseur, développant une politique de réduction des dépenses de l'état. Par réaction, les électeurs envoient une majorité progressiste lors des élections législatives de l'état en 1924. On assiste dès lors à une guérilla entre le gouverneur et le congrès de l'état : Richarson bloque une décision des parlementaires visant à créer le barreau de Californie, à l'inverse ces derniers l'empêchent de fermer deux universités.
En 1926, Richardson accompagne personnellement le prince Gustave de Suède et son épouse Louise Mountbatten lors de leur tour de la Californie. La même année, lors des primaires républicaines, il est battu par Clement Calhoun Young et ne peut concourir pour sa réélection.
Il est incinéré et placé à la Chapel of the Chimes à Oakland - Californie.